# Факултет драмских уметности Универзитета уметности у Београду
Факултет драмских уметности (ФДУ) је самостална високошколска установа, која са још три уметничка факултета чини састав Универзитета уметности у Београду.
Након изградње наменског објекта Факултета драмских уметности у Блоку 28 у Новом Београду, планирана је изградња наменских објеката факултета ликовних, музичких и примењених уметности на парцели поред Факултета драмских, ради стварања кампуса уметничких факултета, по узору на успешна инострана решења, али до реализације овог пројекта до сада није дошло.

## Историја

### Академија за позоришну уметност (1948–1962)
Академија за позоришну уметност основана је уредбом владе Федеративне Народне Републике Југославије 11. децембра 1948. године, а 1950. године припојена јој је Висока филмска школа. Настава је почела 12. фебруара 1949. године. Први професори глуме били су Мата Милошевић и Јозо Лауренчић, њихови асистенти Мирослав Беловић, Стево Жигон и Соја Јовановић, а први професори режије Бојан Ступица и др Хуго Клајн. Први ректор и декан академије био је Душан Матић.
Академија је тада имала два одсека: Режију и Глуму. Одсеци су даље били подељени на Класе. Поред стручних предмета (режије и глуме), чија је наставна материја обухватала теоријски део и практичне вежбе, студенти су били у обавези да полажу и испите из предмета Говорне и Физичке културе (Технику говора, Дисање, Сценски покрет, Мачевање, Игре и друго). Лична пажња поклањала се предметима који су били неопходни за свестраније разумевање позоришне уметности (Историја југословенске и светске драмске књижевности и позоришта, Историја уметности, Историја античке и модерне књижевности, Психологија, Матерњи језик, Страни језици). У наставни план су били унесени и предмети из области филма. Студије су трајале четири године.
Кандидати су се на оба одсека примали на конкурсу и полагањем пријемног испита. Академија је од својих кандидата тражила завршену средњу школу са матуром. Само изузетно, када је у питању био лични таленат, примали су се и кандидати са нижим образовањем, али уз обавезу да током студија заврше средњу школу. На крају другог семестра полагао се контролни испит. Класе одсека глуме су крајем сваке школске године давале испитну представу. На крају четврте године полагали су се завршни испити на дипломским представама.
Кандидати који су студирали глуму чинили су то на дипломским представама у Београду, а млади редитељи су дипломски испит полагали у позориштима по унутрашњости. Наставно особље чинили су стални и хонорарни професори и њихови асистенти.

### Академија за позориште, филм, радио и телевизију (1962–1973)
Године 1962. долази до проширења образовне делатности и промене назива у „Академија за позориште, филм, радио и телевизију”.

### Факултет драмских уметности
Крајем 1973. године Академија је понела данашњи назив Факултет драмских уметности (позоришта, филма, радија и телевизије).
- Јужни поглед на факултет
- Детаљ са једног од осликаних зидова
- Детаљ скулптуре

### Нова наменски грађена зграда ФДУ
Године 1974, факултет је добио своју нову зграду на Новом Београду која својом функционалношћу и могућностима обезбеђује најквалитетније услове студирања.
Факултет Драмских уметности је поводом своје педесетогодишњице, 1998. године, награђен Вуковом наградом, највишом југословенском наградом у области културе.

## Општи подаци
Зграда Факултета је наменски грађена, и у оквиру својих 10.630 m² потпуно је функционално прилагођена образовању драмских и аудио-визуелних уметника и теоретичара. Садржи функционално опремљене слушаонице и вежбаонице, уметничке лабораторије, позоришну салу "Мата Милошевић", велику биоскопску салу, малу пројекцију, Филмски студио, Телевизијски студио, Експериментални студио, Тонски студио, Библиотеку са око 50.000 библиотечких јединица, Институт за научно-истраживачки и уметничко-истраживачки рад, радионице за израду декора и костима, студентски ресторан, кафетерију, као и друге просторе који омогућавају рад свих студентских служби.
У континуитету, посебна пажња се посвећује комплексним и веома скупим захтевима, сталном техничком и технолошком унапређењу и побољшању услова за оптимално одвијање наставе и реализацију вежби и уметничких пројеката студената овог Факултета.
Уметничка продукција Факултета драмских уметности је веома богата. Годишње се реализује више од 30 позоришних представа, преко 200 филмова и аудио-визуелних пројеката као и више десетина радиофонских дела. Студентски уметнички радови већином имају јавну презентацију, а део њих улази у редовне репертоаре домаћих позоришта и биоскопа, али и у програме радио и телевизијских станица као и других установа културе. Многа од ових остварења учествују на домаћим и међународним фестивалима и смотрама, и неретко су окићена наградама и признањима.
Осим студентских радова значајан учинак на истом пољу остварују наставни кадар и сарадници Факултета, тако што учествују или организују, како домаће, тако и светске смотре и фестивале, стручне и научне конференције, саветовања, симпозијуме, семинаре и бројне радионице. Они, такође, упоредо са својим уметничким и научним активностима, дејствују у многим стручним и управљачким телима институција културе у земљи, региону и свету.
На Факултету драмских уметности се више од седамдесет година формирају критеријуми у областима драмских уметности. То је школа из које су потекли најзначајнији ствараоци и која је у великој мери допринела високом нивоу југословенског и српског позоришта, филма, радија и телевизије.
Факултет драмских уметности је добитник бројних домаћих и страних признања, међу којима се истичу Вукова награда и Изванредни златни беочуг.
На Факултету се изводе: Студије првог степена - основне академске студије; Студије другог степена - мастер академске студије и специјалистичке академске студије; Студије трећег степена - докторске академске студије. (PDF) https://web.archive.org/web/20221008155146/https://www.fdu.bg.ac.rs/uploads/files/Dokumenti/Statut_FDU.pdf. Архивирано из оригинала (PDF) 08. 10. 2022. г. Недостаје или је празан параметар |title= (помоћ)

## Организација образовних делатности
Факултет своје образовне делатности остварује преко катедара - својих наставно-организационих јединица. Има их једанаест и то су:
- Катедра за глуму
- Катедра за позоришну и радио режију
- Катедра за драматургију
- Катедра за менаџмент и продукцију позоришта, радија и културе
- Катедра за филмску и телевизијску режију
- Катедра за филмску и телевизијску продукцију
- Катедра камере
- Катедра монтаже
- Катедра за снимање и дизајн звука
- Катедра за теорију и историју
- Катедра за визуелне ефекте, анимацију и гејм арт[5]

### Позоришни и радио студио
Позоришни и радио студио Факултета драмских уметности формиран је 17. фебруара 1977. године, пошто се указала потреба за  
оснивањем стручне службе са основним задатком организације пријемних испита, колоквијума, годишњих и дипломских испита, организације слободних уметничких пројеката студената Глуме и Позоришне и радио режије, као и реализације гостовања студентских представа у земљи и иностранству.
Први шеф студија био је Константин Милић, дипломирани организатор уметничких делатности.
Овде се такође реализује део наставе Катедре за драматургију, Катедре за снимање и дизајн звука и Катедре за менаџмент и продукцију позоришта, радија и културе.

### Филмски и телевизијски студио
Филмски и телевизијски студио учествује у организацији појединачних и заједничких вежби и испита Филмско телевизијског смера. Он такође припрема и организује гостовање студената и професора на смотрама, фестивалима и конгресима у земљи и иностранству. 
У оквиру ФТВ студија, издаје се филмска трака и фото-материјал студентима за потребе вежби и испита, те набавља, одржава и изнајмљује филмска техника.
Студио је, као технолошка целина, формиран 1966. године. Први шеф студија био је Сретен Јовановић, касније дугогодишњи професор Филмске продукције и декан Факултета драмских уметности. Пратећи токове осавремењавања наставних јединица, технолошки развој и увођење нових изражајних технологија, студио је од првобитне опремљености полупрофесионалном филмском техником прерастао у програмски производни центар, опремљен најсавременијом дигиталном технологијом и просторним капацитетима.

### Лабораторија интерактивних уметности
Лабораторија интерактивних уметности интерактивних уметности је центар за уметничко истраживање нових медија и технологија.

### Институт за позориште, филм, радио и телевизију
Институт за позориште, филм, радио и телевизију је организациона јединица Факултета драмских уметности који се бави: развојем научно-истраживачког и уметничко-истраживачког рада кроз осмишљавање стратегије, планирање и реализовање научно-истраживачких и уметничко-истраживачких пројеката; издавачком делатношћу и публиковањем Зборника радова Факултета драмских уметности. Основан је 1989. године.

### Пројекти
Неки од пројеката започетих и остварених на Факултету су: Фестивал ФИСТ, Фестивал Бистре реке и други.

### Научни скупови
Факултет континуирано учествује у организацији конференција и научних скупова, али и сарађује на регионалном и међународном нивоу са блиским институцијама.

## Декани ФДУ
- Душан Матић, ректор и декан 1948-1959.[11]
  - Обрад Недовић, продекан 1953-1959.[11]
- Вјекослав Афрић, декан 1959-1963.[11]
- Ђуза Радовић, декан 1963-1964.[11]
  - Огњенка Милићевић, продекан 1963-1964.[11]
- Станислав Бајић, декан 1964-1965.[11]
  - Миленко Маричић, продекан 1964-1965.[11]
- Миленко Маричић, декан 1965-1967.[11]
  - др Бранивоје Ђорђевић, продекан 1965-1967.[11]
- Огњенка Милићевић, декан 1967-1969.[11]
  - Дејан Косановић, продекан 1967-1969.[11]
- Радош Новаковић, декан 1970-1973.[11]
  - Предраг Бајчетић, продекан 1970-1971.[11]
  - др Борислав Јовић, продекан 1971-1973.[11]
- др Дејан Косановић, декан 1973-1975.[11]
  - Љубиша Ђокић, продекан 1973-1975.[11]
- Љубиша Ђокић, декан 1975-1977.[11]
  - Марко Бабац, продекан 1975-1977.[11]
- Владан Слијепчевић, декан 1977-1981.[11]
  - Светозар Рапајић, продекан 1977-1981.[11]
  - мр Сретен Јовановић, продекан 1979-1981.[11]
- Слободан Селенић, декан 1981-1983.[11]
  - мр Сретен Јовановић, продекан 1981-1983.[11]
  - Борјана Продановић, продекан 1981-1983.[11]
- Мирослав Дедић, декан 1983-1985.[11]
  - Светозар Рапајић, продекан 1983-1985.[11]
  - Бранислав Обрадовић, продекан 1983-1985.[11]
- Здравко Велимировић, декан 1985-1987.[11]
  - Светозар Рапајић, продекан 1985-1987.[11]
  - др Драгослав Војчић, продекан 1985-1987.[11]
- Светозар Рапајић, декан 1987-1991.[11]
  - Славенко Салетовић, продекан 1987-1991.[11]
  - Војислав Опсеница, продекан 1987-1991.[11]
- мр Сретен Јовановић, декан 1991-1996.[11]
  - Андрија Ђукић, продекан 1991-1992.[11]
  - др Радослав Ђокић, продекан 1991-1992.[11]
  - Весна Језеркић, продекан 1993-1994.[11]
  - Никола Лоренцин, продекан 1993-1994.[11]
- др Љиљана Мркић Поповић, декан 1996-2002.[11]
  - др Никола Маричић, продекан 1996-2002.[11]
  - Дарко Бајић, продекан 1996-2002.[11]
- Предраг Поповић, декан 2002-2006.[11]
  - мр Раденко Ранковић, продекан 2002-2004.[11]
  - Алиса Стојановић, продекан 2002-2003.[11]
  - др Дивна Вуксановић, продекан 2004-2006.[11]
  - Милош Павловић, продекан 2004-2006.[11]
- мр Зоран Поповић, декан 2006-2017.[11]
  - др Дивна Вуксановић, продекан 2006-2007[11]
  - др Марина Марковић, продекан 2006-2017.[11]
  - мр Андрија Димитријевић, продекан 2006-2017.[11]
- Милош Павловић, декан (2018-сада)[11]

## Алумни
- Биљана Србљановић
- Дејан Зечевић
- Драган Николић
- Мила Турајлић
- Милена Дравић
- Наташа Нинковић
- Небојша Глоговац
- Никола Којо
- Сергеј Трифуновић
- Срдан Голубовић
- Стефан Арсенијевић
- Тања Бошковић
- Чедомир Колар
- Угљеша Шајтинац
- Велимир Дејановић